# Wadi Shab

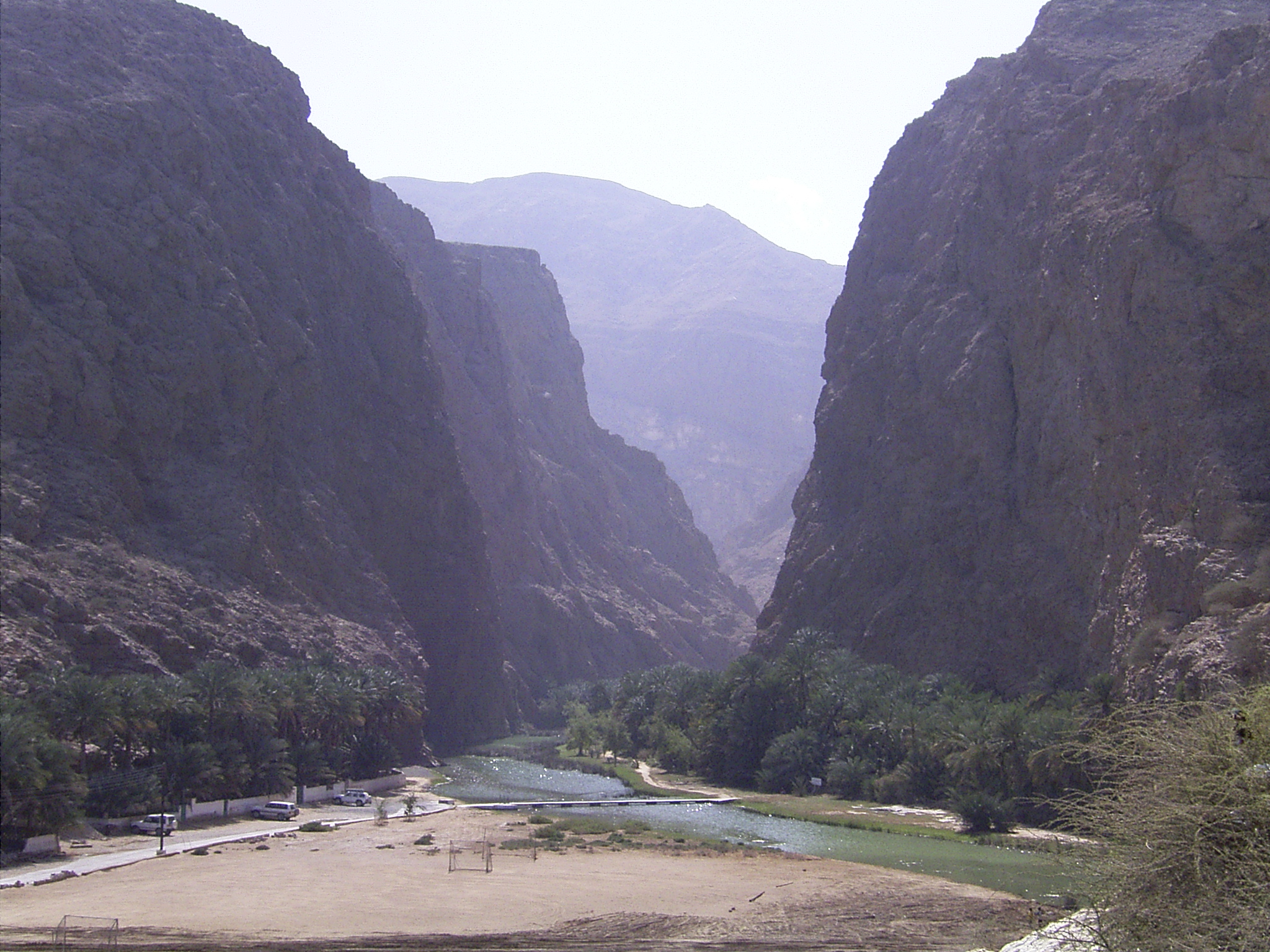
Wadi Shab

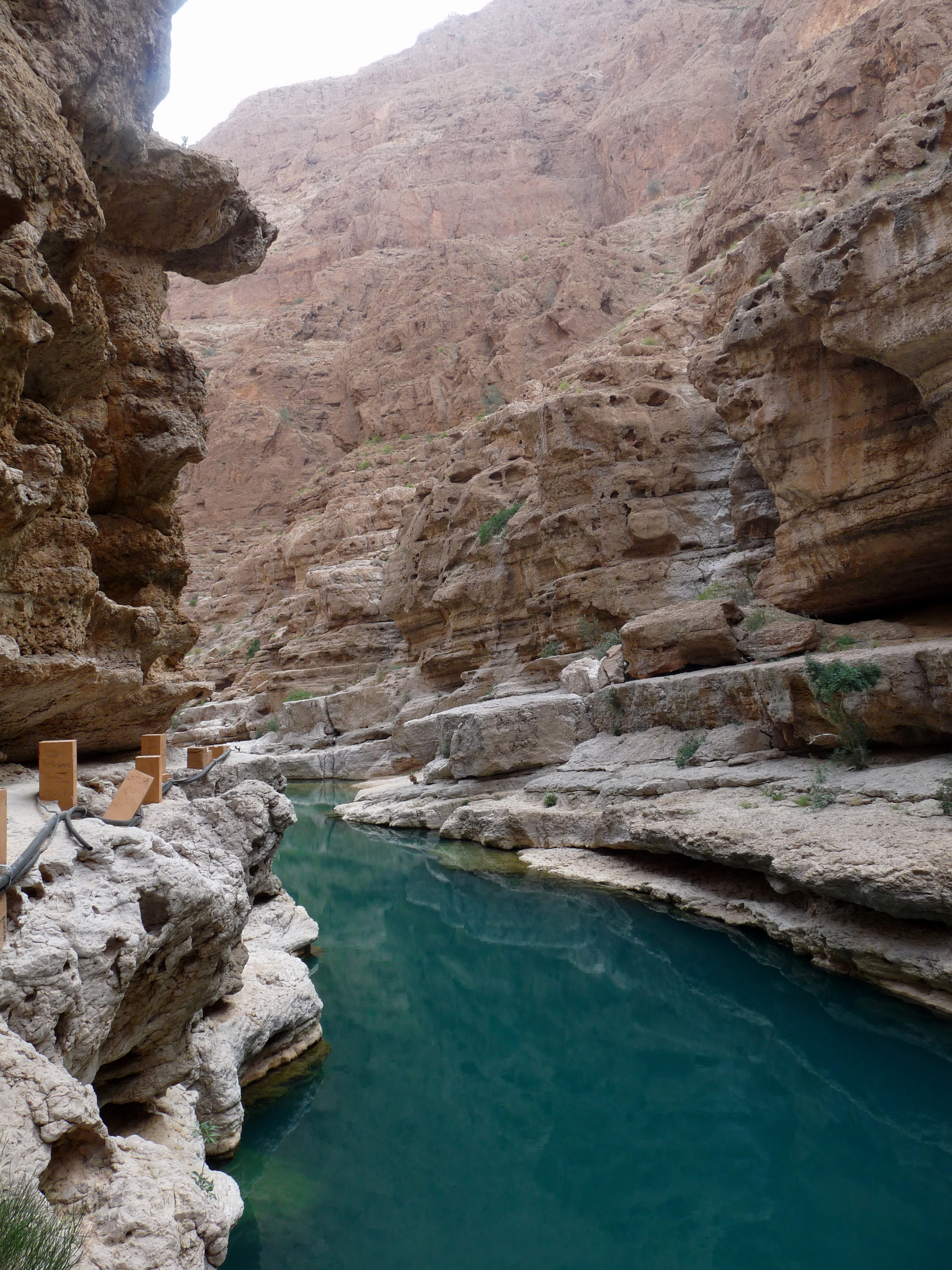
Attraversando il canyon

Il wadi Shab è un uadi —  dall'est dei Monti Hajar e sbocca nel Golfo dell'Oman all'altezza del villaggio di Ash Shab, dove può essere attraversato dalla nuova strada a quattro corsie che collega Qurayyat a Sur, oppure a bordo di una nave.
Come il wadi Tiwi che corre parallelamente un po' più a sud e fa parte della regione di Ash Sharqiyah.
Il sito è stato oggetto di scavi archeologici tra il 2001 e il 2005.
È anche una meta escursionistica molto popolare.